# المحجر، إب
المحجر هي إحدى قرى الجمهورية اليمنية. وهي تتبع جغرافيًا لمحافظة إب. وإداريًا لمديرية ذي السفال. يبلغ تعداد سكانها 2949 نسمة حسب الإحصاء الذي جرى عام 2004.